# Richard Blank
Richard Blank (* 5. Mai 1939 in Langenfeld; † 11. Januar 2022 in München) war ein deutscher Autor von Hörspielen, Büchern über Film und Theater sowie Filmemacher.

## Leben
Richard Blank – Sohn eines Webereidirektors – studierte Philosophie, Germanistik und Theaterwissenschaft an den Universitäten in Köln, Wien und München. 1968 erfolgte die Promotion bei Ernesto Grassi. Schon während des Studiums begann Blank, an Büchern und Filmen zu arbeiten. 1969 versucht er sich erstmals an einem Hörspiel. Neben Dokumentarfilmen gelang es Blank, ab 1975 eine neue Form der Literaturverfilmung für den WDR zu etablieren, eine Mischung aus dokumentarischen und fiktiven Teilen. Ab 1978 widmete er sich vermehrt der Realisierung von Spielfilmen. Für den BR produzierte er in der Reihe „Die Literarische Filmerzählung“ bis 1994 jedes Jahr einen Spielfilm. Diese wurden neben zwei weiteren Kinofilmen auf zahlreichen Festivals, darunter in Venedig und Moskau, gezeigt. Blank arbeitete unter anderen mit Hannelore Schroth, Marianne Hoppe, Katharina Thalbach und Bernhard Wicki.
Blanks Schaffen blieb dabei nicht auf das Filmische beschränkt. So schrieb er auch einen Roman und arbeitete für die Bühne, inszenierte 1987 am TAT in Frankfurt ein eigenes Theaterstück und brachte in seinem zweiten Wohnsitz im italienischen Ligurien ein altes Passionsspiel erneut auf die Bühne, worüber er 2005 einen Film drehte. Bei seinen Filmen war er Autor und Regisseur. Blank veröffentlichte auch einige theoretische Werke. So schrieb er ein Buch über die Schauspielkunst, die erste Geschichte des Filmlichts und eine Auseinandersetzung mit der Hollywood-geprägten Drehbuchliteratur. An Filmhochschulen im In- und Ausland hielt er Workshops und Seminare. Blank starb im Januar 2022 im Alter von 82 Jahren.

## Filmografie (Auswahl)

### Fernsehdokumentarfilme
- 1968: Alexanderplatz
- 1972: Der Bauernknecht Alois Pöchmann
- 1973: Zirkus ohne Zelt
- 1974: Noch ein Pas de Deux
- 1974: Weisse Russen
- 1976: Der Laden wird geschlossen – Kaufmann König gibt auf
- 1979: Die Zigeuner kommen
- 1993–2003: Kinder der Welt (Dokumentationsreihe über Kinder in verschiedenen Ländern und ihre orale Literatur)
- 2005: Das Wunder von Vasia